# Kowel
Kowel (ukrainisch und russisch Ковель, polnisch Kowel) ist eine ukrainische Stadt mit etwas mehr als 69.000 Einwohnern. Sie ist ein Verkehrsknotenpunkt in der nordwestlichen Ukraine und Hauptstadt des Rajons Kowel in der Oblast Wolyn, war jedoch selbst bis Juli 2020 kein Teil desselben.

## Lage
Die Stadt liegt am Ufer der Turija und befindet sich 73 km nordwestlich der Oblasthauptstadt Luzk und 50 km östlich des Grenzübergangs Jahodyn/Dorohusk an der Grenze zwischen Polen und der Ukraine. Die nächste größere Stadt ist das 65 km südwestlich liegende Wolodymyr.

## Geschichte

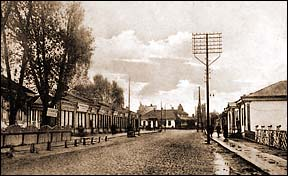
Kowel, Woksalna wulyzja (Bahnhofstraße) 1918

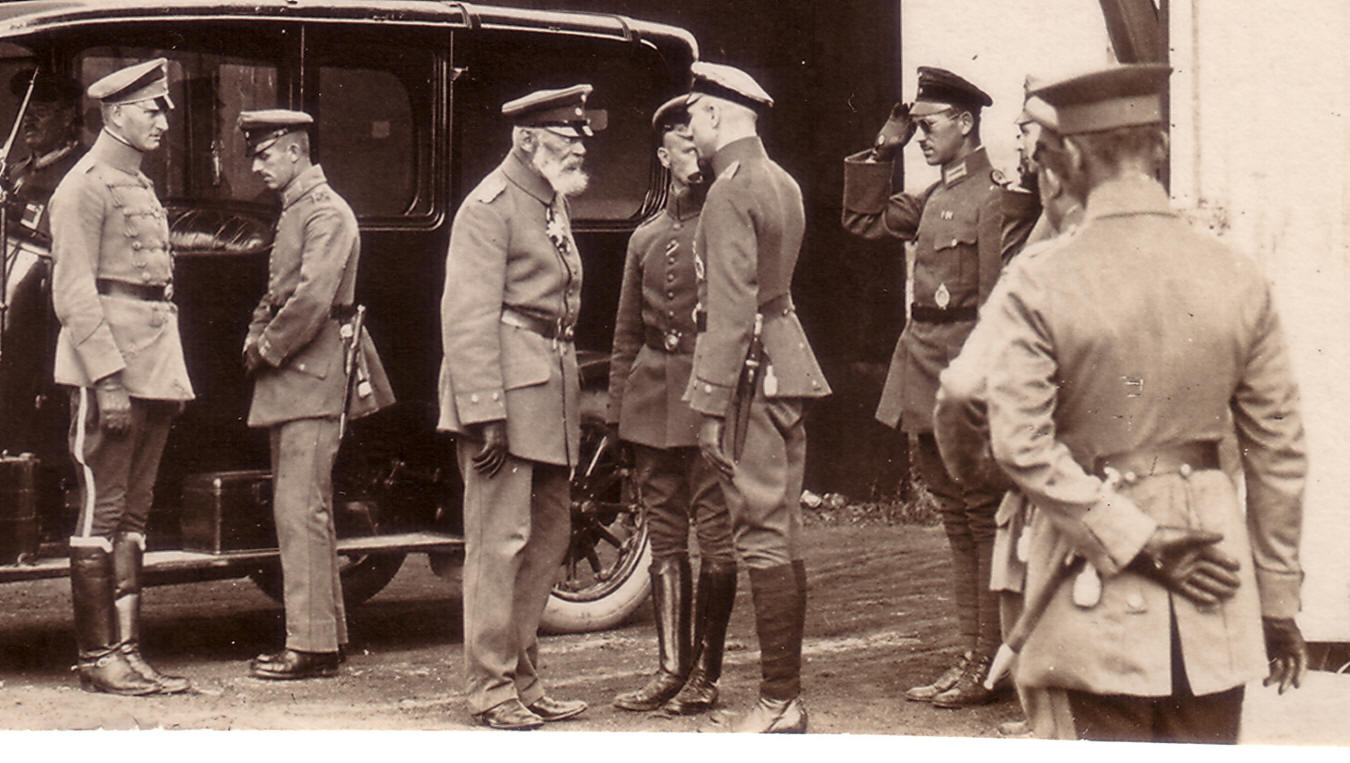
König Ludwig III. von Bayern besucht am 3. November 1916 die bayerische Feldflieger-Abteilung 4 b in Kowel an der Ostfront

Der Name der Stadt kommt von der ukrainischen Bezeichnung für Schmied (Коваль, Kowal). Ausgrabungen belegen, dass es bereits im 12. bis 14. Jahrhundert vor Ort Eisenverarbeitung gab. 1858 wurde bei Kowel eine eiserne Speerspitze mit Runen (Lanzenblatt von Kowel) aus dem dritten Jahrhundert n. Chr. gefunden.
Die erstmals 1310 schriftlich erwähnte Stadt erhielt am 24. Dezember 1518 als ein Teil des Fürstentums Galizien-Wolhynien das Magdeburger Stadtrecht. Nach zwischenzeitlicher Zugehörigkeit zum Großfürstentum Litauen wurde sie 1569 innerhalb Polen-Litauens Teil der Corona Regni Poloniae (in der Woiwodschaft Ruthenien/Chełmer Land). In der ersten Hälfte des 16. Jahrhunderts wurden die ersten öffentlichen Schulen gegründet. Nach der Dritten Teilung Polens kam sie 1795 zum Russischen Kaiserreich.
Im Ersten Weltkrieg eröffnete Russland im Juni 1916 die sogenannte Brussilow-Offensive gegen die Ostfront der Mittelmächte. Eines ihrer Ziele war, den wichtigen Eisenbahnknotenpunkt Kowel zu erobern. Dieser Angriff wurde jedoch unter großen Verlusten zurückgeschlagen.
In der Zwischenkriegszeit lag die Stadt in der polnischen Woiwodschaft Wolhynien. Wie im deutsch-sowjetischen Nichtangriffspakt vereinbart, griff die Sowjetunion Polen 1939 von Osten an und die Stadt geriet im September 1939 zunächst unter sowjetische, dann mit dem Beginn des Deutsch-Sowjetischen Kriegs 1941 für knapp drei Jahre unter deutsche Herrschaft. Seit 1944 gehörte Kowel zur Ukrainischen SSR und damit nach dem Zerfall der Sowjetunion zur unabhängigen Ukraine.

## Jüdische Gemeinde
Im Jahre 1939 lag der Anteil der jüdischen Einwohner von Kowel mit 17.000 bei etwa 50 % der Bevölkerung. Kurz nach dem mit dem deutsch-russischen Pakt vom August 1939 vereinbarten Übergang der seit 1921 Ostpolen genannten Gebiete östlich des Bugs besetzte sie die Sowjetunion und machte sie bis zum Juni 1941 zu einem Teil der Sowjetrepublik Ukraine.
Nur einem kleinen Teil der jüdischen Einwohner gelang es weiter nach Osten zu fliehen, als die Stadt am 28. Juni 1941, im Zuge des Unternehmens Barbarossa von der deutschen Wehrmacht besetzt wurde. Bereits in den ersten Tagen der Besetzung wurden etwa 1000 Juden getötet. Im Mai 1942 wurde von zwei Vertretern des jüdischen Untergrunds aus dem Warschauer Ghetto in Kowel noch eine Widerstandsgruppe gegründet. Gemäß einem Beschluss deutscher Stellen wurde am 21. Mai 1942 sogar ein Judenrat eingerichtet und zwei Ghettos eröffnet – eines für die Nichtbehinderten und ihre Familien (etwa 8000 Personen) und ein zweites für alle anderen Juden, etwa 6000 Menschen. Vom 2. bis zum 4. Juli 1942 wurden alle Einwohner des zweiten Ghettos eliminiert und am 19. August 1942 begann man mit der Vernichtung der Bewohner des ersten Ghettos. Am 6. Oktober 1942 registrierte man den Erfolg der Aktion, nahezu alle Ghettoinsassen waren je nach Lesart getötet, ermordet oder vernichtet worden.
Vor ihrer Ermordung wurden die Juden in die Große Synagoge gesperrt. Dort schrieben und ritzten viele Abschiedsgrüße und Rufe nach Vergeltung in die Wände. Viele der nahezu 100 Texte konnten vor ihrer Übermalung und Zerstörung nach dem Krieg für die Nachwelt gerettet werden.
Als sowjetische Truppen am 7. Juni 1944 Kowel zurückeroberten, lebten in der Stadt noch etwa 40 Juden. Im Jahr 1970 lebten in Kowel wieder 250 Juden (50 Familien). Nach einer landesweiten Volkszählung im Jahr 2001 lebten keine bekennenden Juden mehr in Kowel.

## Zweiter Weltkrieg
Die letzte erfolgreiche Kesselschlacht der Wehrmacht fand hier vom 17. März bis zum 7. April 1944 statt. Die Kampfgruppe Gille mit 5000 Mann, davon 2000 Verwundete, Überlebende der vorhergehenden Kesselschlacht von Tscherkassy, wurde durch zehn sowjetische Divisionen sowie Truppen der polnischen Heimatarmee in der Stadt eingeschlossen. Unter den Eingeschlossenen waren auch 500 Angehörige der Deutschen Reichsbahn, auch weil Kowel seit Ende 1941 zu einem stark frequentierten Knoten für Fronturlauberzüge aus dem Südosten ausgebaut wurde. Während der 21 Tage des Kessels konnten die Eingeschlossenen nur aus der Luft versorgt werden. Ein Entsatzangriff der 131. Infanterie-Division, der 4. und 5. Panzer-Division und der 5. SS-Panzer-Division „Wiking“ schuf am 4. April 1944 eine Verbindung zu den deutschen Linien. Binnen zweier Tage konnten alle Truppen und Panzer aus dem Kessel befreit werden.

## Wirtschaft
In Kowel gibt es Maschinen-, Nahrungs- und Holzindustrie.

## Infrastruktur

### Eisenbahn

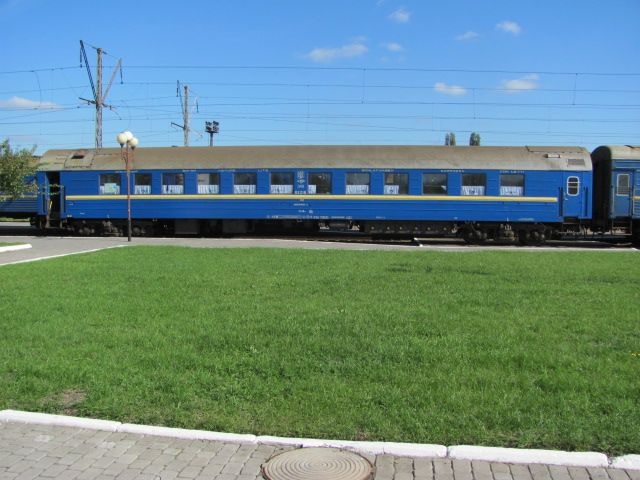
Der (im September 2011 eingestellte) Kurswagen Odessa–Berlin wartet auf den Zug Kiew–Berlin zur Weiterfahrt

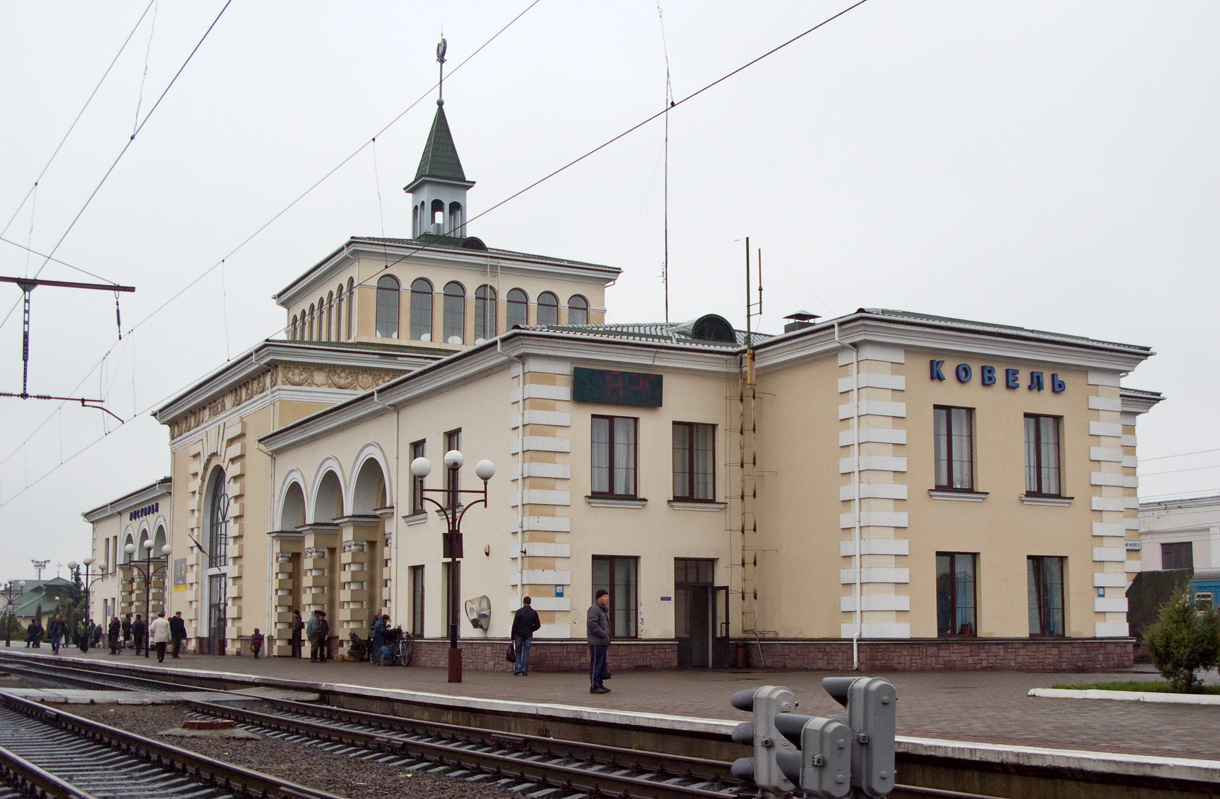
Empfangsgebäude

1873 wurde die Eisenbahnstrecke von Brest über Sdolbuniw nach Kiew (Bahnstrecke Kowel–Kosjatyn) und 1877 die Strecke nach Lublin und Warschau eröffnet, 1902 kam eine direktere Verbindung nach Kiew dazu (Bahnstrecke Kowel–Kiew), 1908 noch eine Anbindung nach Wolodymyr (Bahnstrecke Jarosław–Kowel) und während des Ersten Weltkrieges 1915 die Verbindung nach Kamin-Kaschyrskyj hinzu.
Kowel ist auch heute ein wichtiger Eisenbahnknoten mit Rangierbahnhof in der Ukraine, insbesondere für den Verkehr nach Polen und weiter in die EU nach Westen. Die Eisenbahnstrecke zwischen Kowel und der Grenze weist auf einer gemeinsamen Trasse zwei nebeneinander liegende Gleise auf: Ein nördliches in Normalspur und ein davon südlich verlaufendes in Breitspur. In der Regel werden die Wagen des grenzüberschreitenden Verkehrs zwar im ukrainischen Grenzbahnhof Jahodyn umgespurt. Es ist aber durch das normalspurige Gleis möglich, Züge aus dem Westen grenzüberschreitend ohne Umspurung bis Kowel fahren zu lassen. Das geschieht gelegentlich, allerdings nur im Güterverkehr. Über die Strecke werden 90 % des Eisenbahngüterverkehrs zwischen der Ukraine und Polen abgewickelt.
Die von Osten auf Kowel zuführenden Strecken sind elektrifiziert, die nach Westen zur Grenze führende Strecke dagegen noch nicht. Zwischen Polen und der Ukraine wurde 2017 ein Abkommen unterzeichnet, auch diesen Streckenabschnitt zu elektrifizieren. Derzeit werden hier noch Diesellokomotiven eingesetzt.
Im Personenverkehr ist der Bahnhof Kowel ebenfalls ein wichtiger Schnittpunkt, etwa für die Verbindung Kiew – Warschau – Berlin.

### Straße

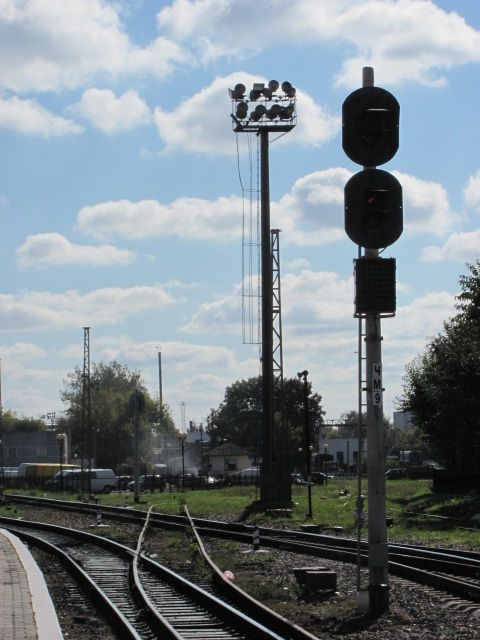
Ausfädelung des normalspurigen Gleises im Bahnhof Kowel, das nach rechts führt, aus dem Breitspurgleis, das nach links führt

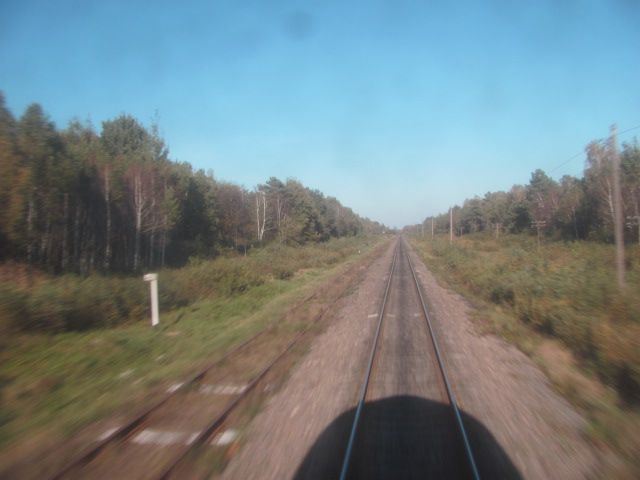
Strecke Kowel–Jahodyn. Links: Normalspur, rechts: Russische Breitspur

Kowel liegt am Schnittpunkt der Europastraße E 85 und der E 373 (ukrainische Klassifizierung M 19 und M 07).

## Verwaltungsgliederung
Am 12. Juni 2020 wurde die Stadt zum Zentrum der neugegründeten Stadtgemeinde Kowel (Ковельська міська громада Kowelska miska hromada). Zu dieser zählen auch die 14 in der untenstehenden Tabelle aufgelistetenen Dörfer, bis dahin bildete die Stadt die gleichnamige Stadtratsgemeinde Kowel (Ковельська міська рада/Kowelska miska rada) am Westrand des Rajons Kowel.
Am 17. Juli 2020 wurde der Ort Teil des Rajons Kowel.
Folgende Orte sind neben dem Hauptort Kowel Teil der Gemeinde:
| Name                     | Name            | Name                               | Name         | Name |
| ukrainisch transkribiert | ukrainisch      | russisch                           | polnisch     |      |
| ------------------------ | --------------- | ---------------------------------- | ------------ | ---- |
| Bilyn                    | Білин           | Белин (Belin)                      | Bielin       |      |
| Dorotyschtsche           | Доротище        | Доротище (Dorotischtsche)          | Dorotyszcze  |      |
| Hischyn                  | Гішин           | Гишин (Gischin)                    | Huszyn       |      |
| Horodylez                | Городилець      | Городилец (Gorodilez)              | Horodelec    |      |
| Klewezk                  | Клевецьк        | Клевецк                            | Klewieck     |      |
| Kolodnyzja               | Колодниця       | Колодница (Kolodniza)              | Kołodnica    |      |
| Lapni                    | Лапні           | Лапни                              | Łapnie       |      |
| Ljubtsche                | Любче           | Любче                              | Lubcze       |      |
| Ruschyn                  | Ружин           | Ружин (Ruschin)                    | Różyn        |      |
| Saritschtschja           | Заріччя         | Заречье (Saretschje)               | Zarzecze     |      |
| Selena                   | Зелена          | Зелёная (Seljonaja)                | Zielona      |      |
| Tojkut                   | Тойкут          | Тойкут (Toikut)                    | Tojkut       |      |
| Wolja                    | Воля            | Воля                               | Niesuchojeże |      |
| Wolja-Kowelska           | Воля-Ковельська | Воля-Ковельская (Wolja-Kowelskaja) | Wólka        |      |

## Städtepartnerschaften

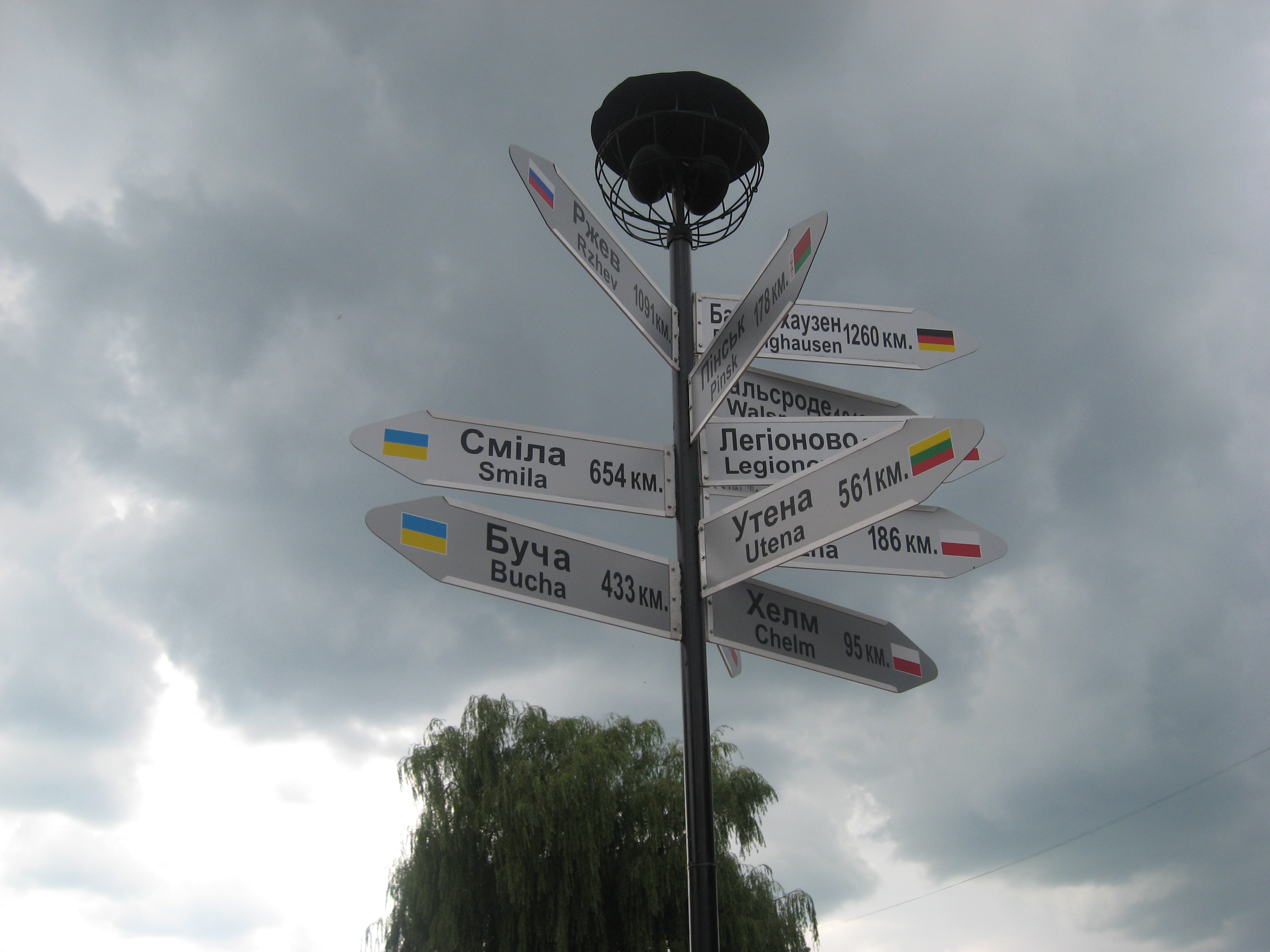
Städtepartnerschaften

- Walsrode, Deutschland, seit 2003
- Barsinghausen, Deutschland, seit 2008
- Saarbrücken, Deutschland, seit 2023
- Utena, Litauen
- Łęczna, Polen
- Krasnystaw, Polen
- Chełm, Polen
- Brzeg Dolny, Polen
- Legionowo, Polen
- Butscha, Ukraine
- Smila, Ukraine

### Ehemalige Städtepartnerschaften
- Rschew, Russland[11]
- Pinsk, Belarus[12]

## Söhne und Töchter der Stadt
- Meir Auerbach (1815–1878), jüdischer Gelehrter und Oberrabbiner
- Israel Friedlaender (1876–1920), Rabbiner und Bibelwissenschaftler
- Vera Strasser-Eppelbaum (1884–1941), Schweizer Psychiaterin, Schriftstellerin, Bildhauerin und Vertreterin der Individualpsychologie
- Michał Waszyński (1904–1965), Filmregisseur
- Abraham Zapruder (1905–1970), Textilunternehmer und Amateurkameramann
- Kazimierz Dejmek (1924–2002), Theaterregisseur und Kulturpolitiker
- Ryszard Horodecki (* 1943), polnischer theoretischer Physiker und Hochschullehrer
- Valeri Gourski (1954–2006), Maler und Bildhauer
- Ljudmyla Beresnyzka (* 1957), Kunsthistorikerin und -kritikerin
- Anastassija Koschenkowa (* 1986), Ruderin
- Julija Ostaptschuk (* 1989), Ringerin
- Taras Romanczuk (* 1991), polnischer Fußballspieler
- Anna Artyshuk (* 2001), Volleyballspielerin

## Galerie

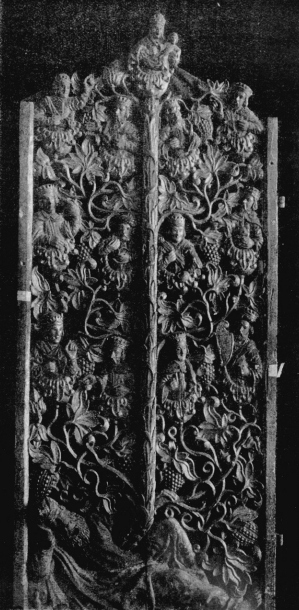
Zarentore aus der Einführungs-Kirche (16. bis 17. Jh.)
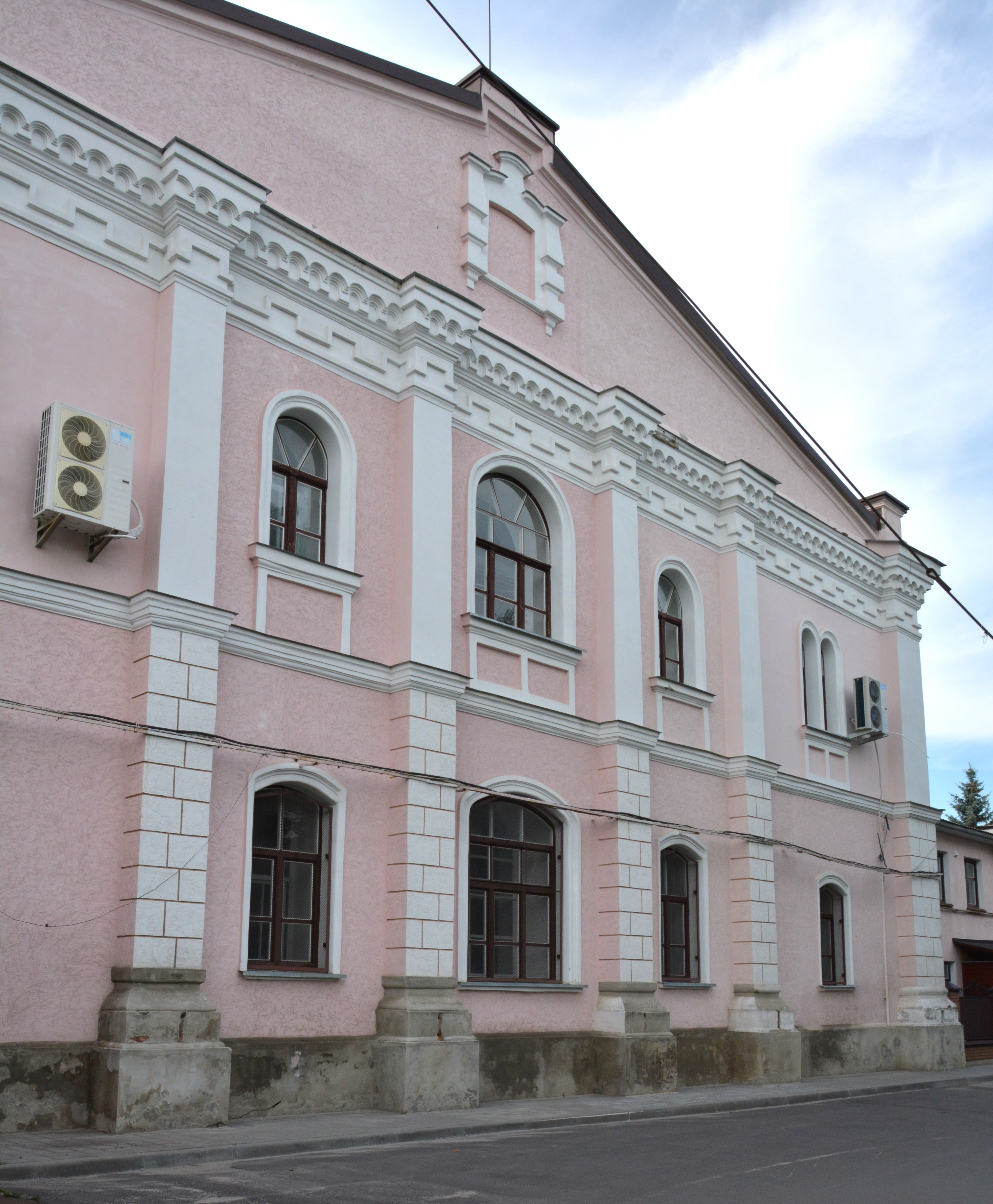
Synagoge
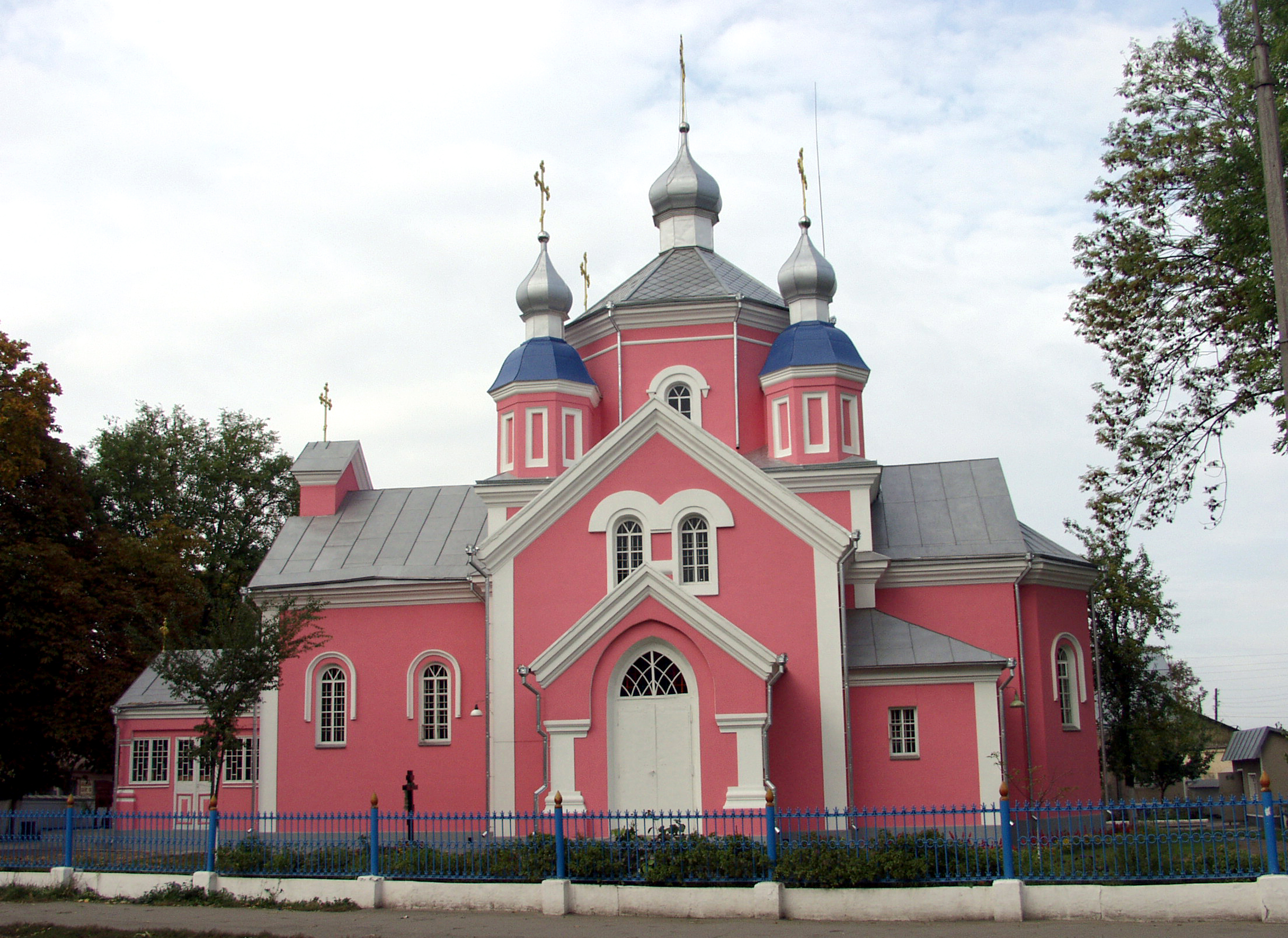
Auferstehungskathedrale
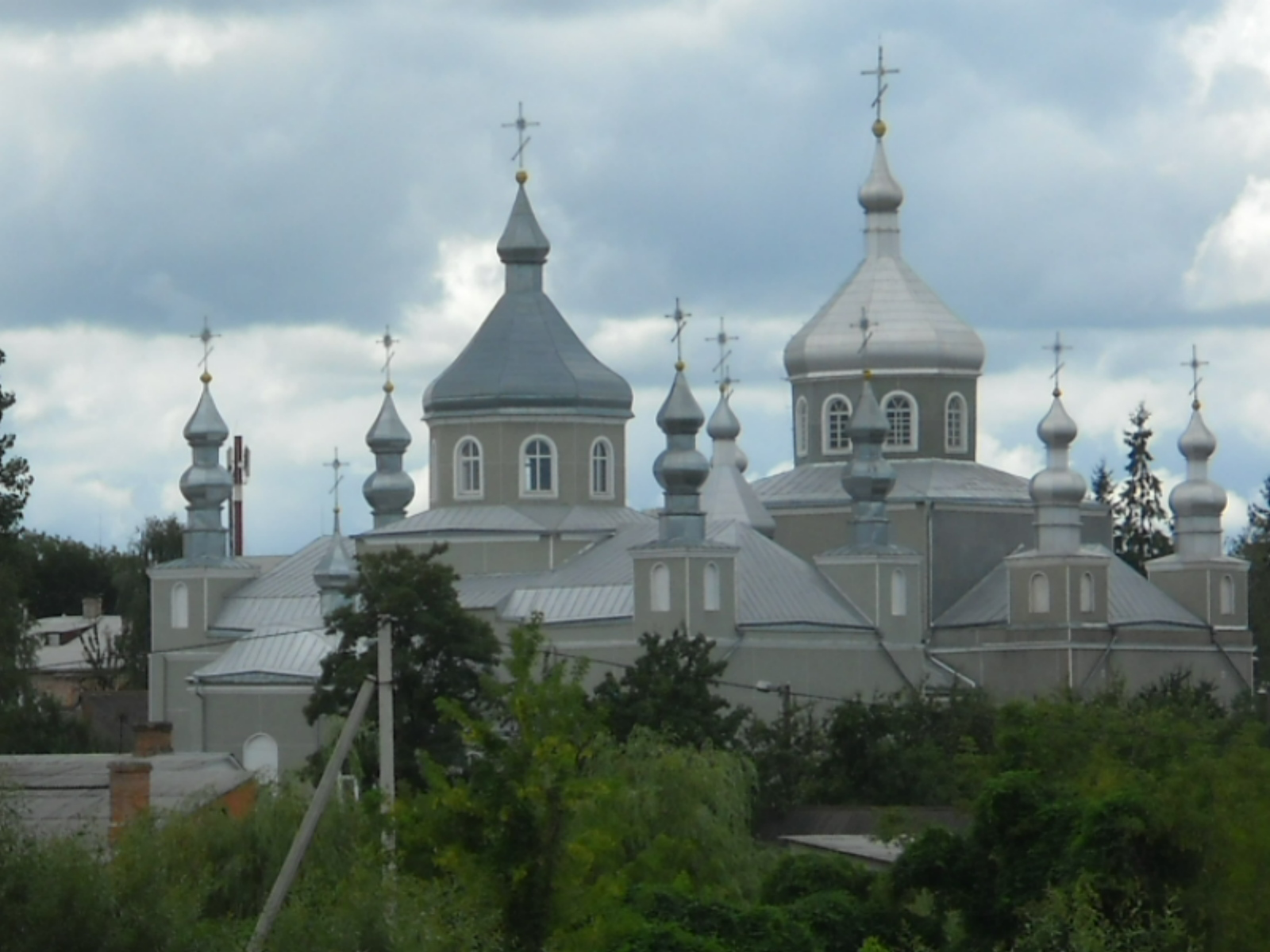
Mariä-Verkündigung-Kirche
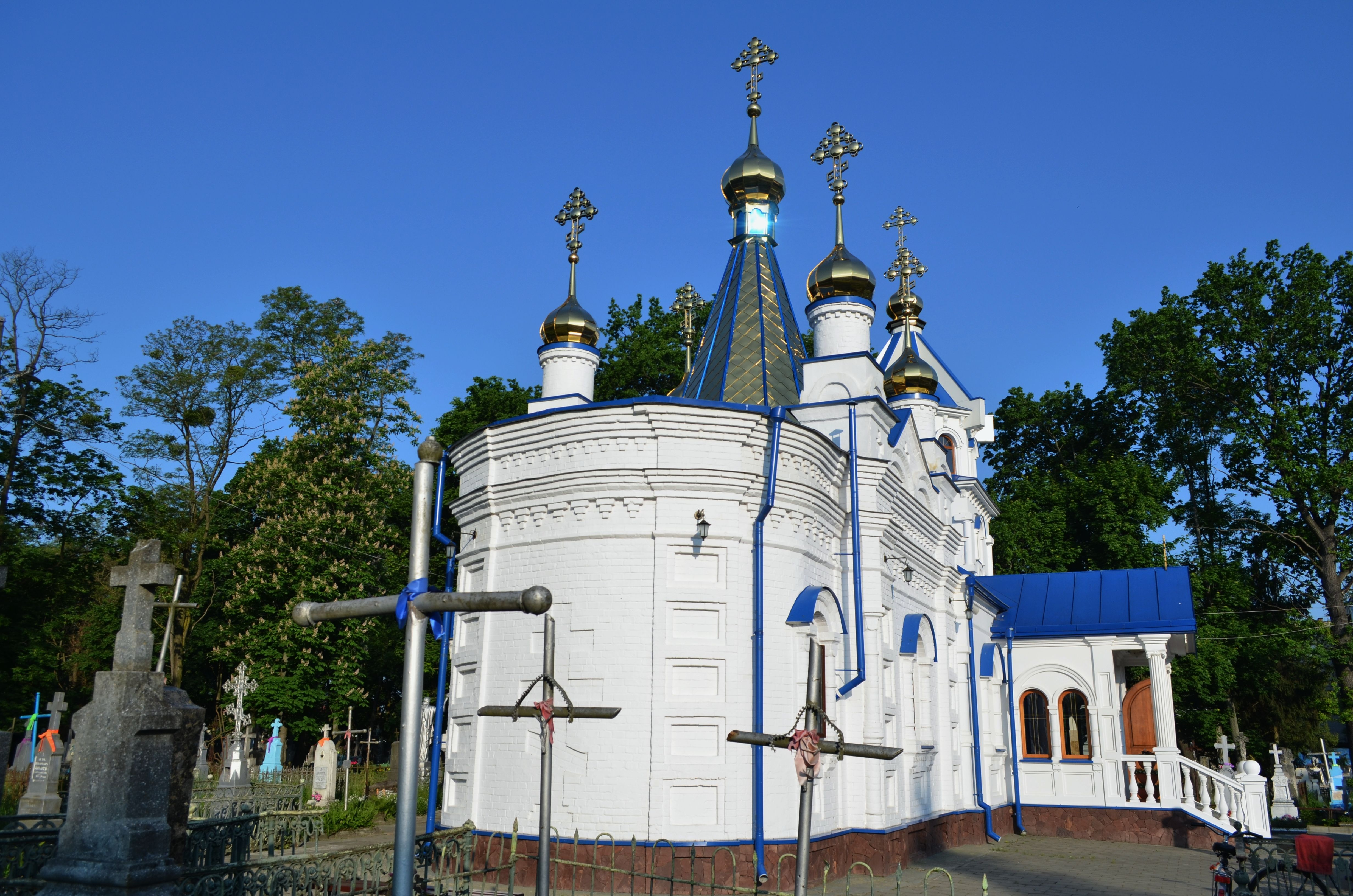
Michaelskirche
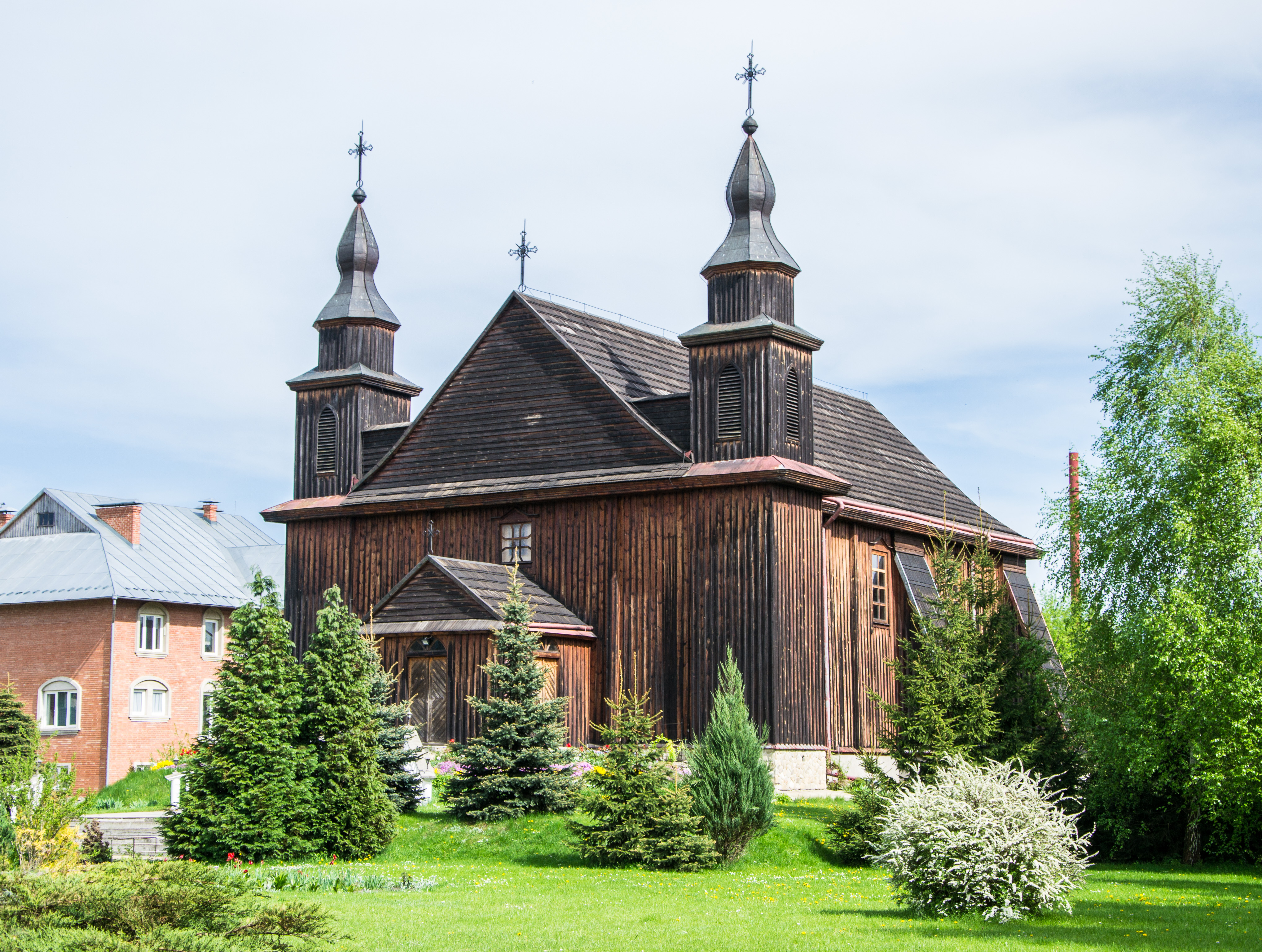
St. Anna Kirche
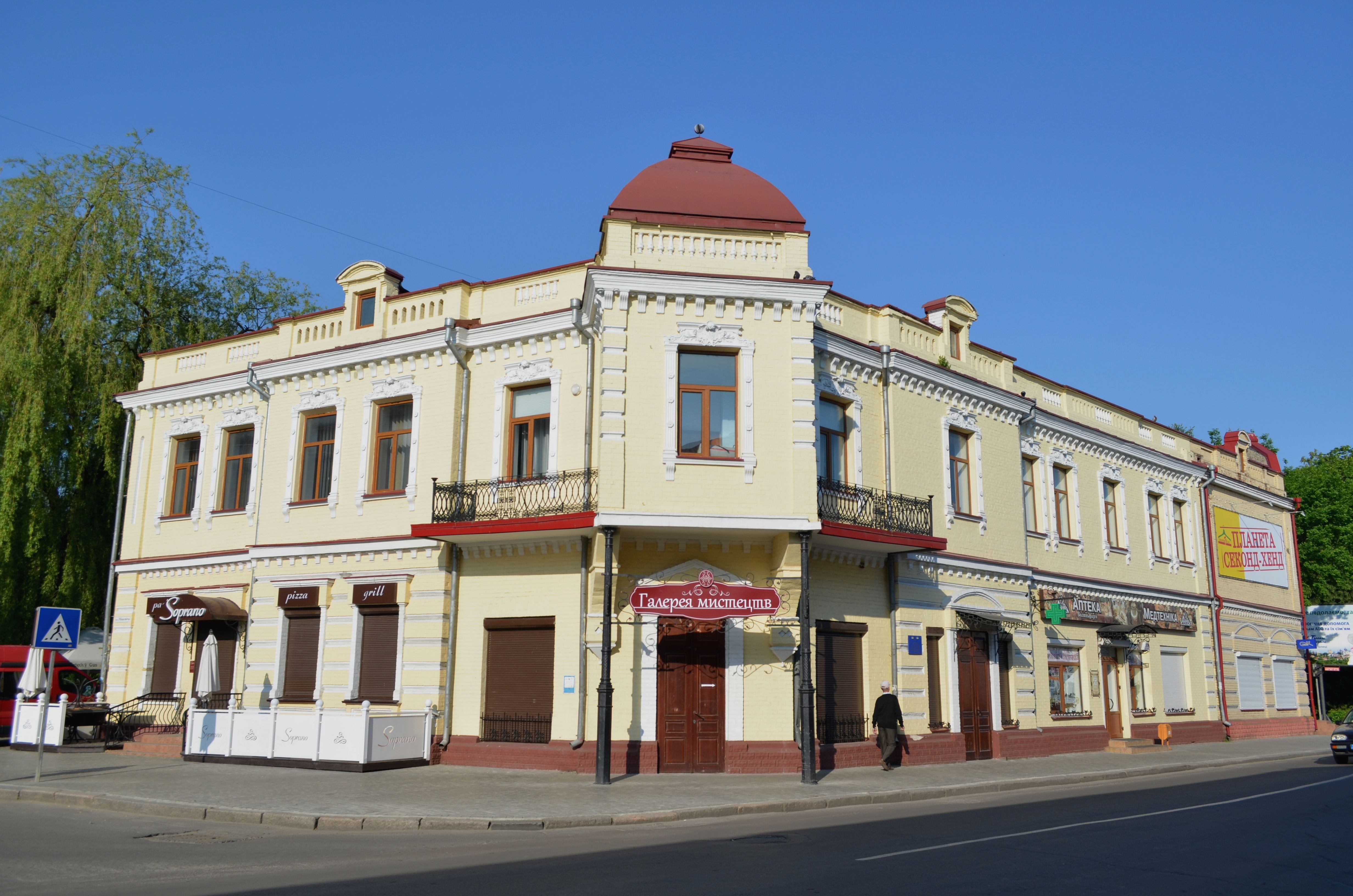
Ehemalige Apotheke Friedrikson, heute Kulturzentrum
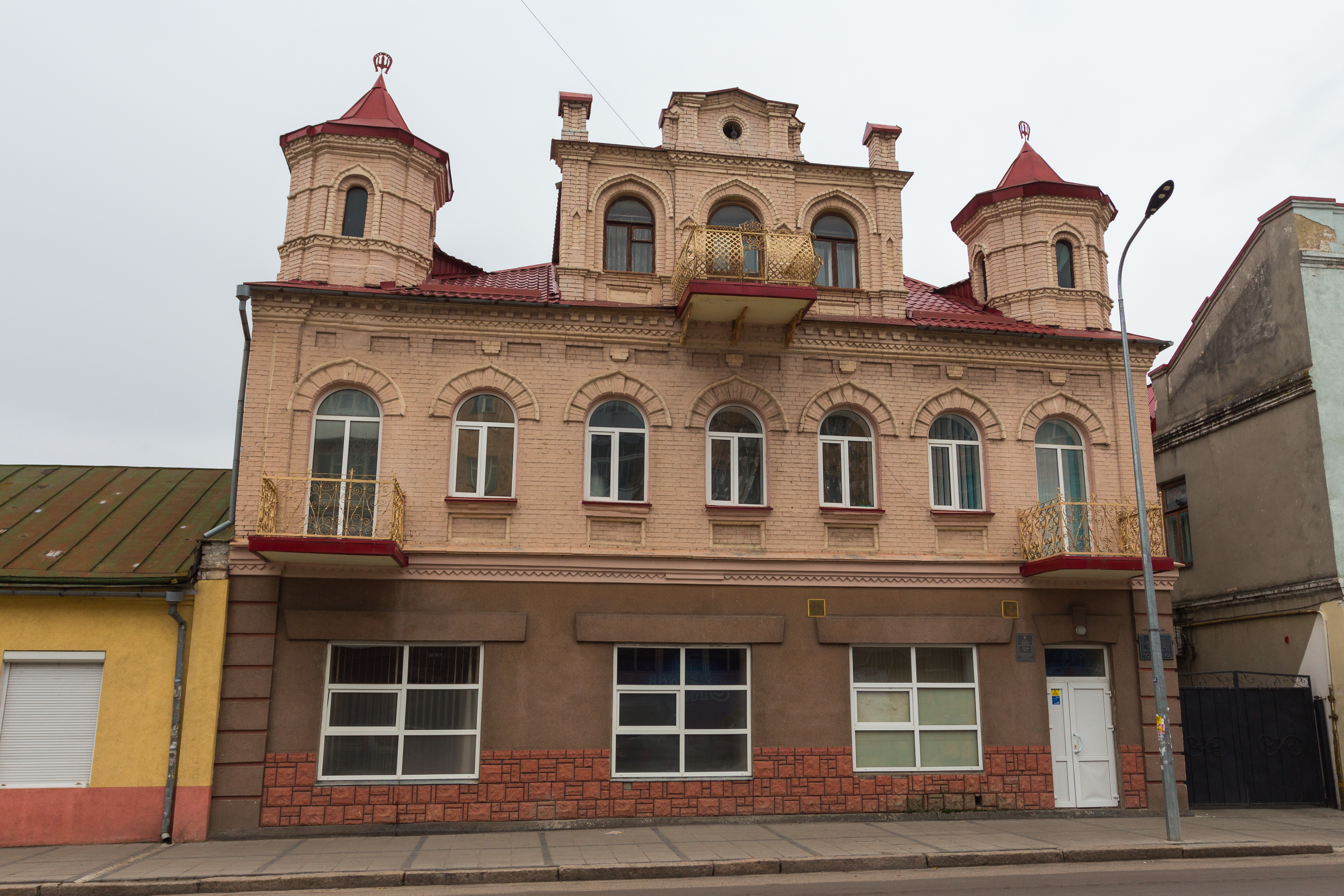
Hofgebäude
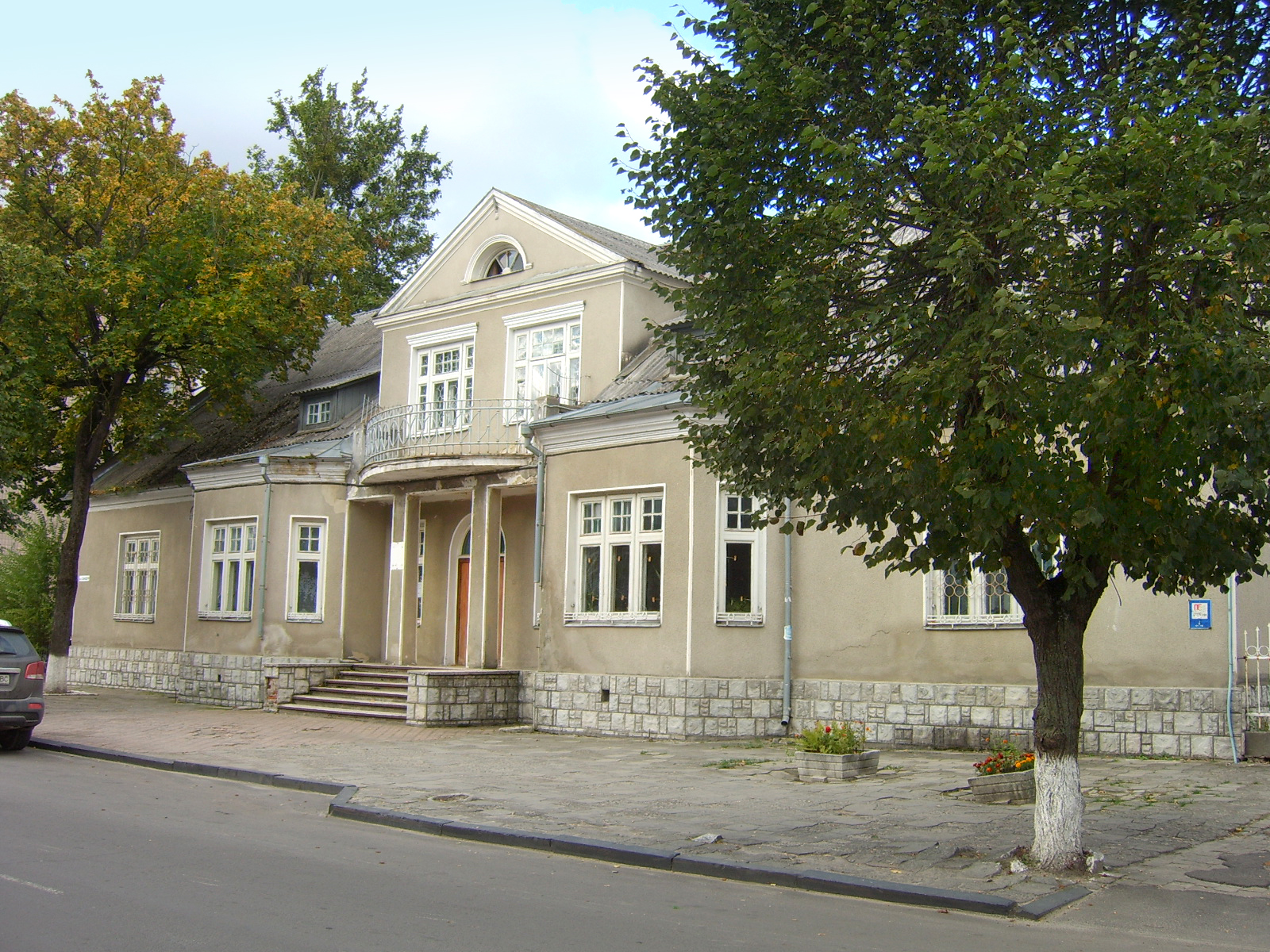
Standesamt
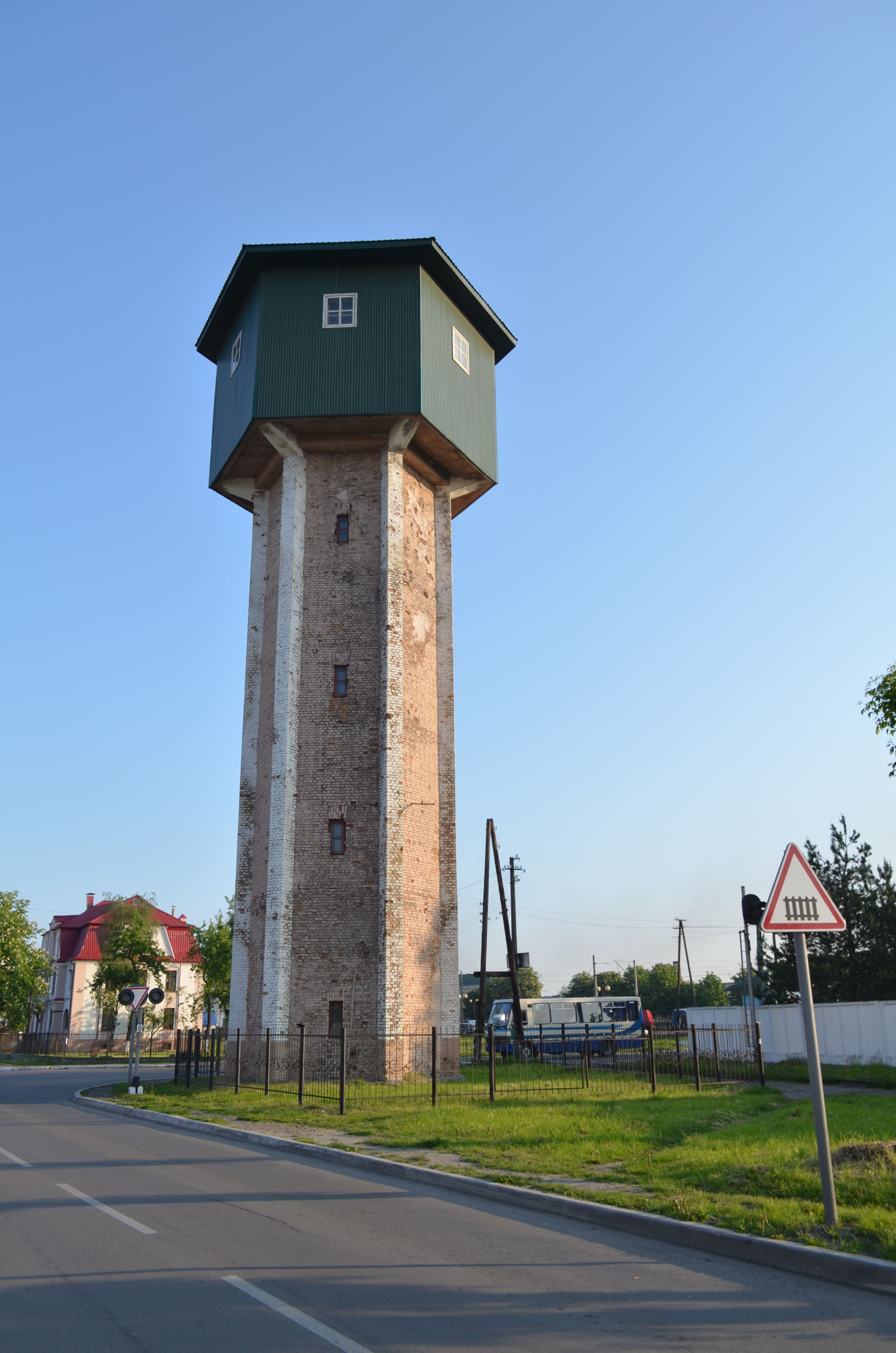
Wasserturm